# 指ハート

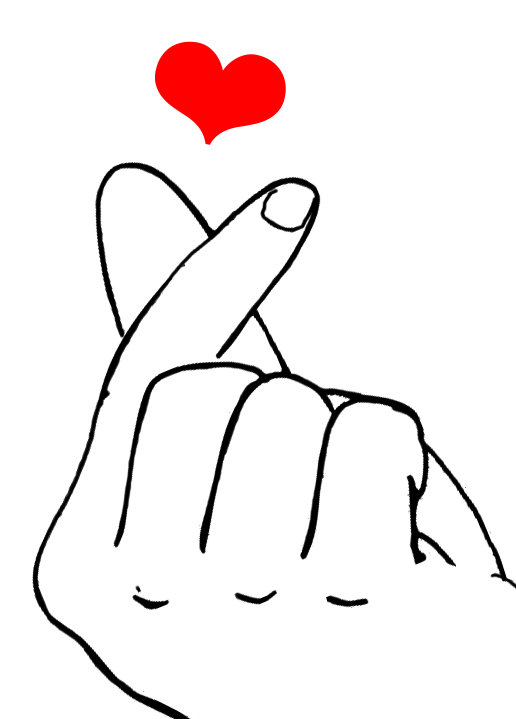
指ハートの例
親指と人差し指を交差した形がハートを連想させる。

指ハート（ゆびハート、ハングル: 손가락 하트）は、ハンドジェスチャーの一種である。親指と人差し指を交差させてハートの形をつくることで、さらにその上に目に見えないハートを連想させる。2010年代から韓国で流行し、日本にも広まった。

## 受容と展開
G-DRAGON（BIGBANG）やナム・ウヒョン（INFINITE）がこのジェスチャーを流行させたK-POPアーティストとして挙げられる。

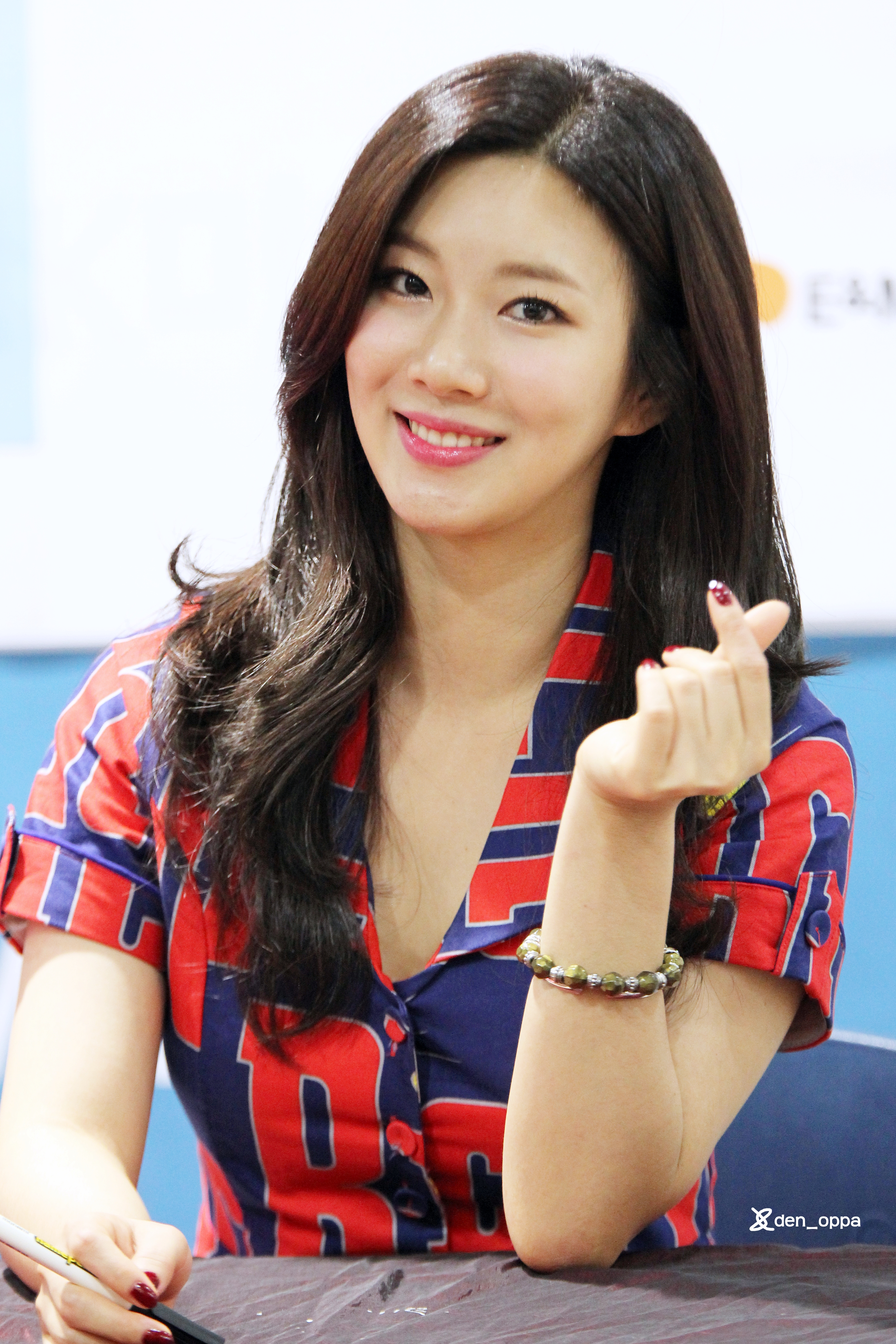
指ハートのジェスチャーをするK-POPアイドル

指ハートが登場するまでは、両手の掌をつかって小さなハートをつくるか頭の上に両腕をかかげて大きなハートを表現するのが一般的であり、このようにハートの形をつくるジェスチャーは世界中でみられた。しかし特に指ハートは韓国発祥であることから英語圏ではKorean Fingerとも呼ばれる。

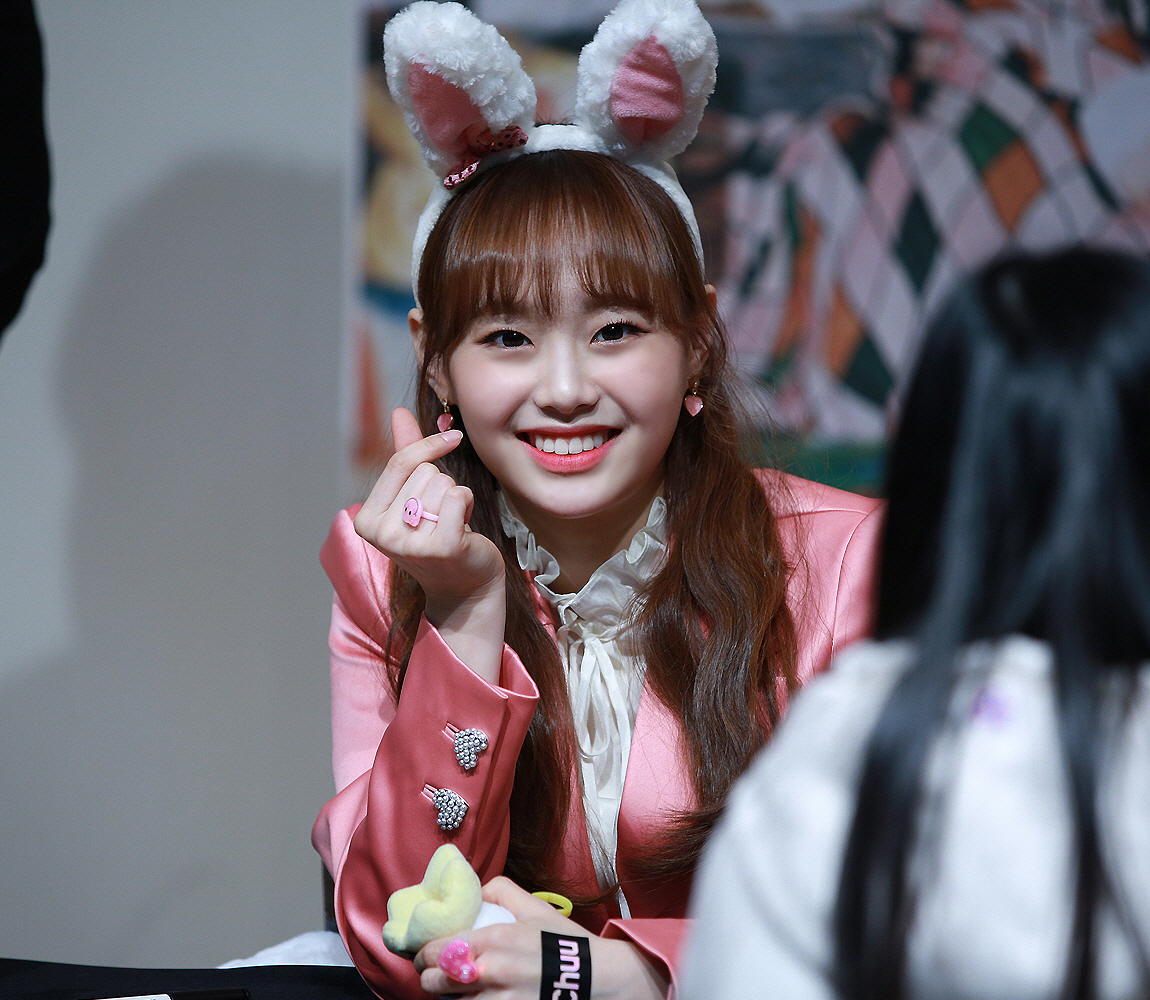
サインイベントでファンに指ハートをするチュウ。

韓国では指ハートがK-POPスターとファンの間に浸透しており、この親指と人差し指を使ったジェスチャーがごく一般的になっている。またK-POP人気や韓流ドラマの流行の影響もあって、指ハートはアジア全域に広まっているだけでなく、韓流文化の一つとして世界中に普及している。
アパレルメーカーのザ・ノース・フェイスは、2018年の平昌オリンピックの期間中に、指ハートをつくる親指と人差し指の部分を赤色で強調したミトンを発売した。
2021年には、指ハートが「人差し指と親指をクロスした手」として文字コードの規格であるUnicodeに追加された(U+1FAF0)。